# Saphir (S602)
El Saphir (S602) es un submarino de ataque de propulsión nuclear de la clase Rubis (Barracuda) en servicio con la Marine Nationale.
Fue construido por el ente estatal DCN en el astillero de Cherburgo-en-Cotentin. Fue entregado en 1984 y permanece en servicio. El Saphir y sus gemelos serán sustituidos por los submarinos de la clase Suffren.